# 地八角
地八角（学名：Astragalus bhotanensis）是豆科黄芪属的植物。分布在不丹、印度以及中国大陆的陕西、西藏、云南、甘肃、四川、贵州等地，生长于海拔600米至2,800米的地区，多生在河漫滩、山沟、山坡、阴湿处、田边以及灌从下，目前尚未由人工引种栽培。

## 别名
不丹黄芪（中国主要植物图说 豆科），士牛膝（陕北）